# 土壤物理學
土壤物理學是對土壤物理性質和過程的研究。 它適用於自然和受管理的生態系統下的管理和預測。 土壤物理學處理物理土壤成分的動力學及其固體、液體、和氣體相。 它藉鑑了物理學、物理化學、工程學、和氣象學的原理。 土壤物理學應用這些原理來解決農業、生態學、和工程學的實際問題。

## 著名的土壤物理學家
- 美國物理學家埃德加·白金汉（英语：Edgar Buckingham）（1867–1940年）

土壤中氣體擴散理論和土壤中包气带水流理論。
- 威拉德·加德納(Willard Gardner)（1883-1964年）

首先使用多孔杯子和測壓器進行毛細管電勢測量，並準確預測地下水位上方的水分分佈。
- 洛倫佐·理查茲（英语：Lorenzo A. Richards）（1904-1993年）

水在不飽和土壤中的一般運輸，使用張力儀(Tensiometer)測量土壤水電位。
- 約翰·R·菲利普（John R. Philip）（1927-1999年）

用於一般土壤水運輸的分析解決方案，環境力學。

## 參閱
- 农业物理学
- 土力工程
- 灌溉
- 含水量

## 外部鏈接
- 维基共享资源上的相關多媒體資源：土壤物理學
- （英文）美國土壤科學學會(SSSA)土壤物理部 （页面存档备份，存于）